# Lilli Gruber
Dietlinde "Lilli" Gruber (Bolzano, 19 de abril de 1957) es una periodista y expolítica italiana.
Gruber ejerce como presentadora en Otto e mezzo, un programa de entrevistas en el canal de televisión privado La7, y fue miembro del Parlamento Europeo entre 2004 y septiembre de 2008 con la coalición de centroizquierda El Olivo.

## Biografía

### Inicios de su carrera y dimisión en la RAI

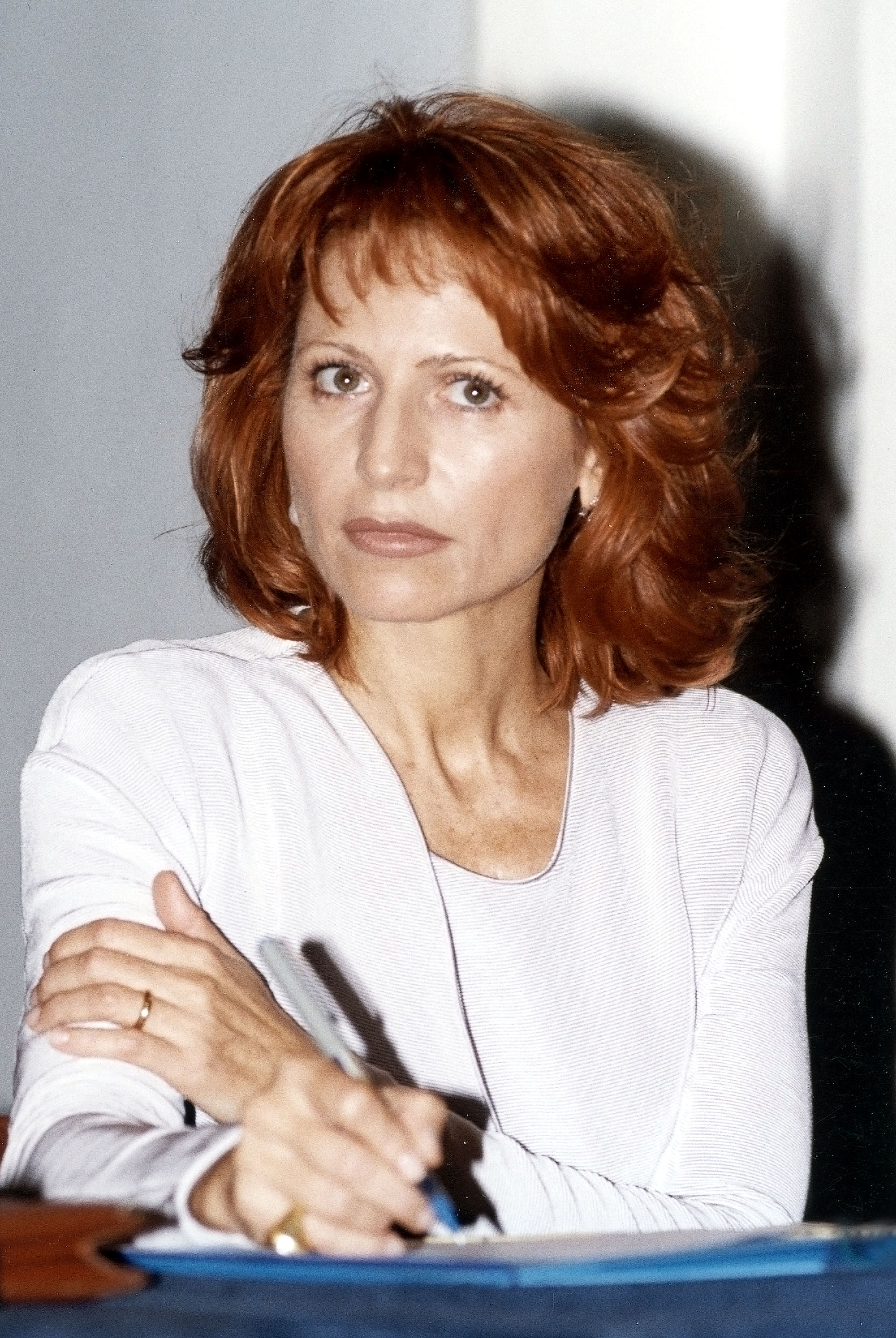
Lilli Gruber en 2003

Gruber nació en Bolzano y es hablante nativa de alemán e italiano. Asistió al curso de lenguas y literatura extranjeras en la Universidad de Venecia. En 1982 Gruber comenzó su carrera periodística y en 1987 se convirtió en la presentadora de TG1, el principal noticiero televisivo de Rai Uno.
En 1988, Gruber se convirtió en corresponsal política de la Rai, cubriendo eventos de gran relevancia mundial, como el colapso de la Unión Soviética, el conflicto entre Israel y Palestina, la guerra en la ex Yugoslavia, la situación en Estados Unidos tras los ataques terroristas del 11 de septiembre de 2001 y la guerra en Irak.
En 1999, además de su trayectoria en la televisión italiana, también colaboró con cadenas de televisión alemanas como SWF (1988) y Pro 7 (1996).
En abril de 2004, Gruber renunció a su puesto en la RAI en señal de protesta por la influencia del primer ministro Silvio Berlusconi en los medios de comunicación estatales. Criticó el "conflicto de intereses no resuelto" de Berlusconi y sostuvo que la RAI había dejado atrás su tradición de pluralismo para alinearse con las posturas del gobierno. Además, Gruber ha colaborado con el periódico italiano La Stampa, y con las publicaciones Io Donna, TV Sorrisi e Canzoni y Anna.

### Miembro del Parlamento Europeo
En las elecciones al Parlamento Europeo de 2004, se presentó como candidata independiente al Parlamento Europeo bajo la fórmula de centroizquierda El Olivo; su candidatura fue propuesta, junto con la de Michele Santoro, después de que fuese expulsada de la RAI controlada por Silvio Berlusconi. Encabezó la lista de los candidatos al título en dos regiones electorales y venció al propio Berlusconi en la votación de la región Central. Después de ser elegida, se unió al Grupo Socialista. Gruber sirvió en el Comité de Libertades Civiles, Justicia y Asuntos de Interior, y como suplente en el Comité de Asuntos Exteriores y presidente de la Delegación para las Relaciones con los Estados del Golfo, incluyendo Yemen. Renunció a su cargo en septiembre de 2008, meses antes de la finalización natural de su mandato, para regresar a su anterior carrera periodística.

### Vuelta a la televisión
Tras su dimisión del Parlamento Europeo, en 2008 Gruber aceptó una oferta del canal de televisión privado La7, donde se hizo cargo del programa de entrevistas políticas Otto e mezzo (it).

### Invitación a Bilderberg
Fue incluida en la lista de invitados de la edición 2012 del Grupo Bilderberg, en Chantilly, Virginia, como periodista y presentadora, y fue la única periodista a la que se le permitió asistir a la reunión de 2013 realizada en Hertfordshire, Inglaterra.

## Educación
- 1993: 'Beca William Benton para periodistas de radiodifusión' en la Universidad de Chicago
- 2002: 'Investigador visitante' en la Escuela de Estudios Internacionales Avanzados (SAIS) de la Universidad Johns Hopkins; durante dos años 'líder de debate' en el Foro Económico Mundial de Davos

## Premios y honores
- 1991: Premio "Numeri UNO"
- 1995: Mejor periodista femenina
- 1995: Premio Carlo Schmidt, Alemania, por su destacado servicio a la libertad de información
- 1995: Premio Fregene
- 2001: Premio Spoleto
- Por cubrir la guerra en Irak, entre otras cosas
- 2004: Graduado honorario de la Universidad Americana de Roma

## Obras
- Quei giorni a Berlino. Il crollo del Muro, l'agonia della Germania Est, il sogno della riunificazione: diario di una stagione che ha cambiato l'Europa, con Paolo Borella, Torino, Nuova Eri edizioni RAI, 1990. ISBN 88-397-0594-5.
- I miei Giorni a Baghdad ("Mis días en Bagdad", 2003)
- L'altro Islam ("El Otro Islam", 2004)
- Chador (2005)
- America anno zero ("America año cero", 2006)
- Figlie dell'Islam (2007)
- Streghe (2008)
- Ritorno a Berlino (2009)
- Eredità (2012); Das Erbe. Die Geschichte meiner Südtiroler Familie. Droemer 2013. ISBN 978-3-426-30072-5
- Tempesta (2014)
- Prigionieri dell'Islam. Terrorismo, migrazioni, integrazione: il triangolo che cambia la nostra vita, Milano, Rizzoli, 2016. ISBN 978-88-17-08854-1